# Erich Anderson
Edward Erich Anderson (1957 -31 de mayo de 2024) fue un actor estadounidense, a veces acreditado como E. Erich Anderson, quien ha protagonizado en el cine y la televisión. Es más conocido por su primer papel en la película de horror Friday the 13th: The Final Chapter (1984) como Rob Dier. También actuó en la película Bat 21 (1988) y en el drama Unfaithful (2002).

## Carrera
Una primera aparición ante la cámara tuvo Anderson en 1983 en la telenovela Bay City Blues. Su gran oportunidad llegó un año después como Rob Dier en la película de terror Viernes 13: El último capítulo; siguieron papeles principales y secundarios en numerosas películas.
En 1988 actuó junto a Gene Hackman en la película bélica BAT-21 – En medio del fuego, en 2002 junto a Diane Lane y Richard Gere en el drama Infiel y en 2004 en el telefilme Fearless, junto a Ian Somerhalder, Rachel Leigh Cook, Eric Balfour y Bianca Lawson. En 2016, Anderson también apareció en Officer Downe, en 2017 en El vecino – El peligro vive al lado y en 2018 en Cold Brook.
Anderson también tuvo apariciones como invitado en series de televisión como Melrose Place, Dallas, Se ha escrito un crimen, CSI: En la escena del crimen y sus derivados CSI: Miami, en Star Trek: La nueva generación, Boomtown, y Bosch. Uno de sus papeles más conocidos fue en la serie de televisión Felicity, emitida desde 1998, en la que interpretó al Dr. Edward Porter, el padre de la protagonista Felicity Porter, interpretada por Keri Russell.
Además de su trabajo ante la cámara, Anderson tuvo papeles de voz en la serie de videojuegos Cat Quest en 2017, 2019 y 2024, y trabajó como autor entre 2012 y 2022, escribiendo las novelas Hallowed Be Thy Name, Thy Kingdom Come y, más recientemente, Rabbit: A Golf Fable. Ya en 1995 había contribuido con el guion del episodio The Heartbreak Kid de la serie de televisión True Grit.

## Vida personal y muerte
Anderson estuvo casado con la actriz Saxon Trainor. Falleció de cáncer de esófago en su hogar en Los Ángeles, el 1 de junio de 2024, a la edad de 67 años.

## Filmografía seleccionada
| Año     | Título                                          | Papel                        | Notas                   |
| ------- | ----------------------------------------------- | ---------------------------- | ----------------------- |
| 1984    | Friday the 13th: The Final Chapter              | Rob Dier                     | Película                |
| 1984    | Missing in Action                               | Masucci                      | Película                |
| 1986    | Welcome to 18                                   | Roscoe                       | Película                |
| 1987-91 | Thirtysomething                                 | Billy Sidel                  |                         |
| 1988    | Patty Hearst                                    | 1st Male                     | Película                |
| 1988    | Bat*21                                          | Mayor Jake Scott             | Película                |
| 1992    | Star Trek: The Next Generation                  | Comandante Kieran MacDuff    | 1 episodio: "Conundrum" |
| 1994    | Matlock                                         | Tom                          | 1 episodio              |
| 1994    | The Glass Shield                                | Fiscal del Distrito Ira Kern | Película                |
| 1995    | The Final Cut                                   | Talberg                      | Película                |
| 1996    | Infinity                                        | Gil                          | Película                |
| 1997    | Nightwatch                                      | Presentador de noticias      | Película                |
| 1998    | Without Limits                                  | Collin Pounder               |                         |
| 1998    | Where's Marlowe?                                | Detective Simmons            | Película                |
| 1999    | Thick as Thieves                                | Tenesco                      | Película                |
| 2000    | Auggie Rose                                     | Paul                         | Película                |
| 2002    | Unfaithful                                      | Bob Gaylord                  | Película                |
| 2006    | Special                                         | Presentador de noticias      | Película                |
| 2009    | His Name Was Jason: 30 Years of Friday the 13th | Él mismo                     | Documental              |
| 2016    | Officer Downe                                   | El Bartender                 | Película                |
| 2017    | The Neighbor                                    | Brian                        | Película                |
| 2018    | Cold Brook                                      | Meisenger                    | Película                |